# Guo Wenjing
Guo Wenjing (født 1. februar 1956 i Chongqing, Kina) er en kinesisk komponist, violinist og lærer.
Wenjing studerede violin som ung, og skiftede senere til komposition, som han studerede på Musikkonservatoriet i Beijing, hvor han senere blev rektor og lærer. Han er nok mest kendt for sine operaer, men har også skrevet symfonisk musik, orkesterværker, kammermusik, koncertmusik, filmmusik etc. Wenjing´s musik har mest rod i kinesisk folklore, blandet med europæisk klassisk musik, og han benytter mange forskellige kinesiske instrumenter i sine kompositioner.

## Udvalgte værker
- Koncert - for bambusfløjte og erhu
- "Hua Mulan" - opera
- "Poet Li Bai" - opera
- "Drama" - for tre slagtøjsspillere